# Universiade d'hiver de 2011
Navigation
Édition précédente Édition suivante
L'Universiade d'hiver 2011 est la 25e édition des Universiades d'hiver. Elle se déroule en Turquie à Erzurum, du 27 janvier au 6 février 2011.

## Disciplines
| - Biathlon (9) - Combiné nordique (3) - Curling (2) | - Hockey sur glace (2) - Patinage artistique (5) - Patinage de vitesse sur piste courte (8) | - Saut à ski (4) - Ski acrobatique (4) - Ski alpin (8) | - Ski de fond (11) - Snowboard (6) |

## Calendrier
| ● | Cérémonie d'ouverture |  | Épreuves de qualifications | ● | Finales des compétitions |  | Interventions indicatives |  | ● | Cérémonie de clôture |

|                                      | 27.01 | 28.01 | 29.01 | 30.01 | 31.01 | 01.02 | 02.02 | 03.02 | 04.02 | 05.02 | 06.02 | Épreuves |
| ------------------------------------ | ----- | ----- | ----- | ----- | ----- | ----- | ----- | ----- | ----- | ----- | ----- | -------- |
| Biathlon                             |       |       | ●●    |       |       | ●●    | ●●    |       | ●     | ●●    |       | 9        |
| Combiné nordique                     |       | ●     |       | ●     |       | ●     |       |       |       |       |       | 3        |
| Curling                              |       |       |       |       |       |       |       |       |       | ●●    |       | 2        |
| Hockey sur glace                     |       |       |       |       |       |       |       |       |       | ●     | ●     | 2        |
| Patinage artistique                  |       |       |       |       |       |       | ●●    | ●     | ●●    |       |       | 5        |
| Patinage de vitesse sur piste courte |       | ●●    | ●●    | ●●●●  |       |       |       |       |       |       |       | 8        |
| Ski acrobatique                      |       | ●●    |       |       |       |       |       |       |       | ●●    |       | 4        |
| Saut à ski                           |       | ●     | ●     |       | ●     |       |       | ●     |       |       |       | 4        |
| Ski alpin                            |       |       | ●     | ●     |       |       | ●●    | ●     | ●     | ●     | ●     | 8        |
| Ski de fond                          |       | ●●    | ●●    |       | ●●    |       | ●●    | ●     |       | ●●    |       | 11       |
| Snowboard                            |       |       |       | ●●    |       | ●●    |       |       | ●●    |       | ●●    | 8        |
| Épreuves                             |       | 8     | 8     | 8     | 4     | 6     | 6     | 4     | 6     | 10    | 4     | 64       |
| Cérémonies                           | ●     |       |       |       |       |       |       |       |       |       | ●     |          |

## Nations participantes
| Afrique              | Amériques                                                                          | Asie | Europe | Océanie                                  |
| - Afrique du Sud (2) | - Brésil (4) - Canada (102) - Colombie - États-Unis (81) - Mexique (1) - Venezuela | - Chine (76) - Corée du Sud (91) - Iran (13) - Japon (97) - Kazakhstan (39) - Kirghizistan (2) - Liban (6) - Malaisie (1) - Mongolie (15) - Népal - Taïwan (1) | - Allemagne (30) - Azerbaïdjan (1) - Autriche (25) - Biélorussie (57) - Belgique (6) - Bosnie-Herzégovine (25) - Bulgarie (7) - Croatie (4) - Danemark (1) - Espagne (40) - Estonie (16) - Finlande (88) - France (58) - Royaume-Uni (49) - Grèce (7) - Hongrie (26) - Irlande (7) - Italie (49) - Lettonie (4) - Lituanie (8) - Macédoine (2) - Moldavie - Monaco (1) - Monténégro (1) - Norvège (8) - Pays-Bas (14) - Pologne (75) - République tchèque (81) - Russie (176) - Saint-Marin - Serbie (15) - Slovaquie (61) - Slovénie (56) - Suède (59) - Suisse (48) - Turquie (158) - Ukraine (78) | - Australie (11) - Nouvelle-Zélande (18) |
| 1 pays               | 7 pays                                                                             | 11 pays | 37 pays | 2 pays                                   |

## Tableau des médailles
| Rang | Nation | Or | Argent | Bronze | Total |
| ---- | ------ | -- | ------ | ------ | ----- |
| 1    | RUS    | 14 | 14     | 11     | 39    |
| 2    | KOR    | 7  | 3      | 5      | 15    |
| 3    | UKR    | 6  | 5      | 4      | 15    |
| 4    | SVK    | 5  | 0      | 3      | 8     |
| 5    | FRA    | 4  | 4      | 5      | 13    |
| 6    | JPN    | 4  | 3      | 3      | 10    |
| 7    | USA    | 4  | 2      | 0      | 6     |
| 8    | CHN    | 3  | 3      | 4      | 10    |
| 9    | GER    | 3  | 3      | 1      | 7     |
| 10   | CZE    | 2  | 2      | 3      | 7     |
| 10   | SLO    | 2  | 2      | 3      | 7     |
| 12   | SUI    | 2  | 1      | 2      | 5     |
| 13   | AUT    | 2  | 1      | 1      | 4     |
| 14   | CAN    | 1  | 3      | 1      | 5     |
| 15   | ITA    | 1  | 2      | 4      | 7     |
| 16   | FIN    | 1  | 2      | 0      | 3     |
| 17   | KAZ    | 1  | 0      | 5      | 6     |
| 18   | GBR    | 1  | 0      | 0      | 1     |
| 19   | POL    | 0  | 6      | 2      | 8     |
| 20   | BUL    | 0  | 2      | 2      | 4     |
| 21   | SWE    | 0  | 2      | 2      | 4     |
| 22   | BLR    | 0  | 1      | 1      | 2     |
| 23   | TUR    | 0  | 1      | 0      | 1     |
| 23   | ESP    | 0  | 1      | 0      | 1     |
| 25   | HUN    | 0  | 0      | 1      | 1     |
|      | Total  | 63 | 63     | 63     | 189   |